# محمد جعفر بن محمدعلی بهبهانی
آقامحمد جعفربن محمدعلی بهبهانی (زاده ۲۶ جمادی‌الثانی ۱۱۷۸ در کربلا - درگذشته ۲۶ ذیقعده ۱۲۵۹ در کرمانشاه) فقیه و اصولی شیعه است.
فرزند ارشد آقامحمدعلی. در ۱۱۷۸ ه‍.ق در کربلا به دنیا آمد و همراه پدرش به ایران مهاجرت کرد. وی نزد پدرش و نیز میرزای قمی، در قم، می‌رسید علی طباطبایی و شیخ جعفر کبیر، در عراق، به تحصیل پرداخت. سپس به کرمانشاه رفت و پس از مرگ پدر عهده‌دار شئون دینی و اجتماعی وی در کرمانشاه شد. وی در کرمانشاه درگذشت و در مقبره خانوادگی آل آقا دفن شد.

## کتابشناسی
برخی از آثار خطی آقا محمدجعفر بدین قرار است:
- ۱. انیس الطلاب، در ۳ جلد، در کتابخانه مسجد اعظم (قم)؛
- ۲. انیس العوام، فارسی، در اصول و فروع دین، در ۴۰ فصل، دانشکده الهیات تهران؛
- ۳. تحفه الابرار، فارسی، تاریخ و حکایات، در ۳ جلد، آستان قدس، کتابخانه مرکزی و کتابخانه امیرالمؤمنین (نجف)؛
- ۴. الجواهرالبهیه، فارسی، در فقه، دانشکده الهیات تهران؛
- ۵. حاشیه معالم الدین، عربی، در ۲ جلد، ۲ نسخه در دانشکده الهیات تهران؛

1. حاشیه وافیه الاصول، دانشکده الهیات تهران؛
2. رد طریقه النجاه، فارسی، در رد صوفیان، شورای ملی (سابق) و کتابخانه مرکزی؛

- ۸. المصابیح، در فقه به عربی، شرح المصابیح فیض کاشانی، در ۵ جلد، آیت‌الله مرعشی و دانشکده حقوق؛
- ۹. منهج السداد فی ارشاد العباد، فارسی، در اصول دین و فقه، جلد اول و پنجم آن موجود است، دانشکده الهیات تهران و کتابخانه مرکزی.